# 조미아

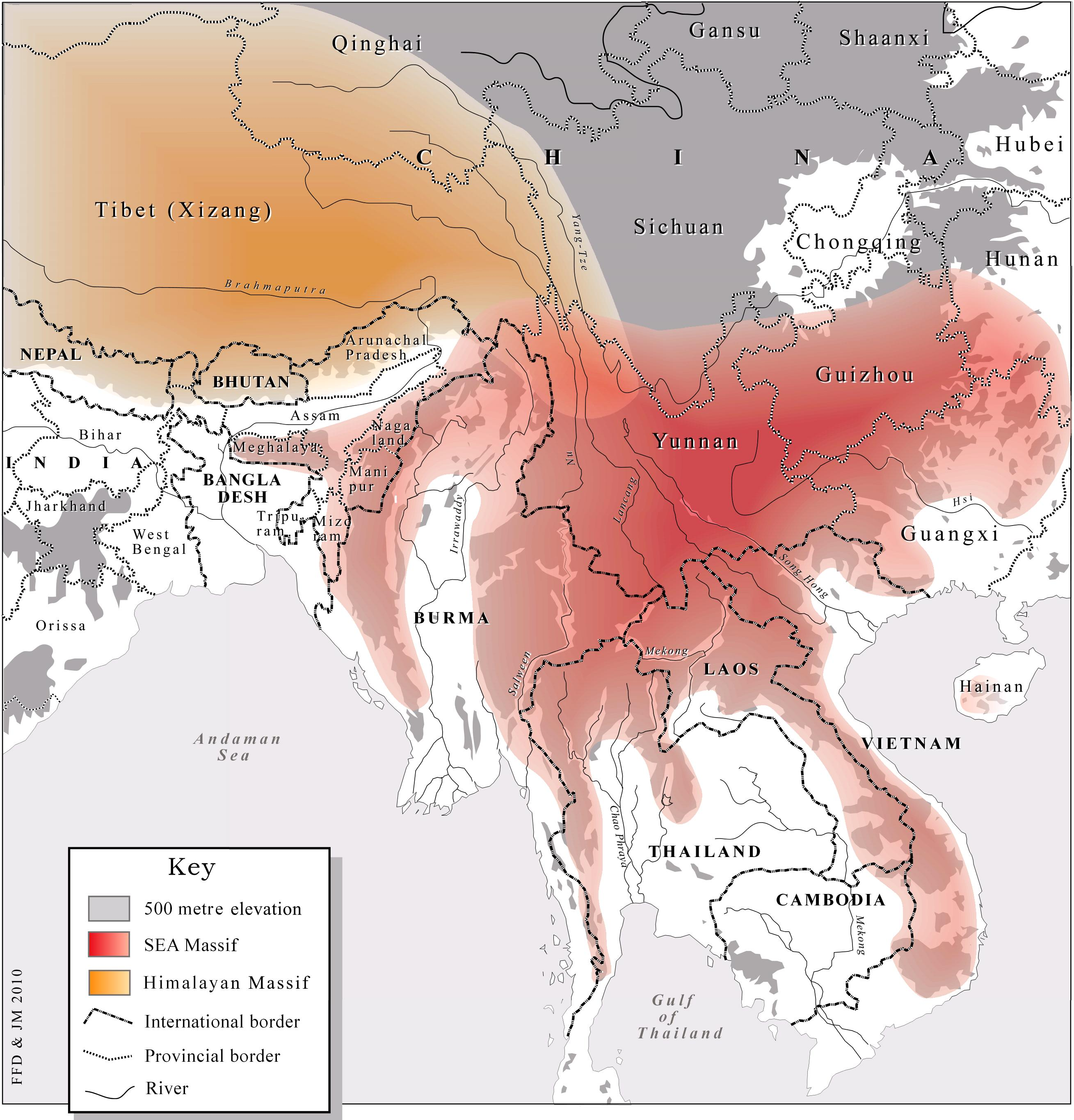
붉은색 부분이 동남아시아 산악부로, 각국 경계에 걸쳐 있다.

조미아(Zomia)는 대륙부 동남아시아 지역 중, 역사적으로 저평지 인구 집적지에 기반을 둔 정부에 의한 지배가 곤란한 거대한 산괴(山塊, massif)를 가리키는 지리학 용어이다.:440-441 암스테르담 대학교(Amsterdam University) 역사학자 빌럼 판 셴델(Willem van Schendel)이 2002년에 고안한 용어이다.:23-24

## 정의
조미아는 암스테르담 대학교 역사학자 빌럼 판 셴델이 2002년 고안하였다.:23-24 유래는 인도, 방글라데시, 미얀마 국경지대에서 사용되고 있는 상호 연관이 있는 언어군인 티베트버마어파(Tibeto-Burman languages)에서, 공통적으로 ‘고지민족’을 뜻하는 말인 ‘조미(Zomi)’에서 왔다. 판 셴델의 정의에 의하면, 조미아는 동남아시아 산괴(Southeast Asian Massif)의 250만 평방킬로미터 이상으로 펼쳐져 있으며, 약 1억명 가까운 변경민(marginal people)들이 거주하고 있다. 이 광대한 지역은 남아시아, 동아시아, 동남아시아라는 표준 지역 호징을 넘어서 펼쳐져 있으며, 8개국 주변부를 포함하는 것과 더불어, 1개의 완결된 지역을 이루고 있다. 조미아에 살고 있는 사람들의 생태계의 다양성(다양한 생활주체가 어떠한 방식으로 서로 연관되어 있는 채 살아가고 있다는 의미로, 자연과학의 생태계를 의미하지 않음)과 국가와의 관계를 고려하면, 많은 흥미 깊은 문제가 상기된다. 조미아는 독자 연구대상이지만, 일종의 국제적인 명칭이기도 하며, 지금까지와는 다른 지역연구 방법론이기도 하다.
조미아의 경계를 어디에 그어야 하는지의 문제는 논자마다 다르다. 인도차이나 반도(Indochina Peninsula) 북부(베트남 북부 및 라오스 전체), 태국과 미얀마 국경지대에 있는 샨고원(Shan Hills, Shan Highland), 중국 운남성(雲南省) 산간 지역을 포함하는 것으로 대체적으로 의견이 일치되고 있다. 논자에 따라 서쪽 경계를 티베트(Tibet)까지 넓히려고 하는 경우도 있다. 또한 인도 북서부까지 혹은 파키스탄(Pakistan), 아프가니스탄(Afghanistan)까지 하려는 학자도 있다. 이들 지역에는 높은 해발고도, 암석투성이의 궁핍한 식생의 토양, 소수민족이 살고 있는 땅이라는 공통점이 특징이다. 이들은 국가에 의한 지배와 영향으로부터 멀리 떨어져 있는 곳에 살고 있으며 스스로의 문화를 잘 보존하고 있다. 달리 말하면, 동남아시아 각국 정부가 소수민족집단을 지배해 온 방법을 논할 때에 사용되는 경우도 있는 용어이다. 더욱이, 후술할 제임스 스콧(James Scott)은 동남아시아 산괴(Southeast Asian Massif)를 조미아라고 부르며, 판 셴델의 논의보다 더 나아갔다.:13,440

## 제임스 C. 스콧
미국 예일대학교(Yale University) 교수 제임스 C. 스콧(James C. Scott)은 2009년 출간한 단행본 󰡔지배받지 않는 기술 : 고지대 동남아시아의 한 무정부주의 역사(The Art of Not Being Governed: An Anarchist History of Upland Southeast Asia)󰡕에서 ‘조미아’라는 개념을 사용하였다. 스콧은 이곳에 살고있는 여러 민족의 문화가 연속성을 가지고 있다는 주장이 근대를 둘러싼 종래의 담론에 이의를 제기하는 것이라고 논의하였다. 근대의 담론이란, 사람들이 일단 편리한 근대 기술과 근대 국가에 접하면 모두 동화된다는 신화이다. 조미아 부족은 오히려 근대 자체로부터 의식하고 피난한 것으로, 보다 원시적으로 지역에 뿌리내리고 있던 경제 속에서 사는 것을 선택한 난민이라고 기술하였다. 서문에서 다음과 같이 언급하고 있다.
| “ | 협곡 왕국들로부터 ‘우리의 살아있는 조상’, ‘수전경작(水田耕作), 불교, 문명을 발견하기 전 우리의 모습’이라고 여겨진 (고지민족이지만, 실제로는 이와는 달리), 노예제, 징병제, 징세, 요역, 전염병, 전쟁 등 협곡 내 국가 재건 프로젝트가 주는 압박으로부터 2천년 동안 도망쳐 온 도망자(runaway), 피난자(fugitive), 무인도에 버려진 자(maroon)들의 공동체로 보는 것이 가장 적절한 이해가 될 것이다. [Hill tribes] seen from the valley kingdoms as 'our living ancestors,' 'what we were like before we discovered wet-rice cultivation, Buddhism, and civilization' [are on the contrary] best understood as runaway, fugitive, maroon communities who have, over the course of two millennia, been fleeing the oppressions of state-making projects in the valleys — slavery, conscription, taxes, corvée labor, epidemics, and warfare. | ” |

서문에 이어 스콧은 조미아는 그곳에 살고있는 사람들이 국민국가에 완전히 흡수되지 않은 지구상 최대 지역이라고 말한다. 그러나 이들이 국민국가에 흡수된 날은 언젠가 올 것이라고 첨언하였다. 조미아로서는 유달리 다양한 언어가 사용되고 있지만, 평지에서 사용되고 있는 언어와는 명확히 구분할 수 있다. 조미아에 살고있는 사람들과 평지에 살고있는 사람들은 친족구조에 의해서도 적어도 표면적으로는 구분할 수 있다. 조미아의 사회도 잉여산물을 생산한다. 그러나 조미아 사회는 이를 국왕이나 승려를 지원하는데 사용하지 않는다. 사회적 경제적 차이(지위나 부의 차이)의 불평등은 조미아도 협곡 세계와 같다. 다른 점은 협곡 세계에서는 그들의 사회적 경제적 차이가 지속하는 경향이 있는 것에 반하여, 조미아에서는 그것이 고정적이지 않으며 지리적으로 한정되어 있는 경우도 있다.

## 비판 및 이론
장 미쇼(Jean Michaud)는 저서 『동남아시아 산괴 민족들의 역사 사전(Historical Dictionary of the Peoples of the Southeast Asian Massif)』에서 조미아에 거주하는 민족을 논하기 위하여 사용한 언어에 유래하는 여러 갈등에 대하여 설명하고 있다. 조미아 사람들은 ‘민족 소수 집단(national minority groups)’이라고 자주 언급된다. 이러한 단어들끼릴 경합이 발생하면, ‘national’이라는 단어에 대하여 미쇼는 동남아시아 산괴 각 민족이 실은 다국적이며, 많은 집단들이 몇몇 국가에 양다리를 걸치고 있다고 주장한다. ‘minority’라는 단어도 인구가 매우 거대하기 때문에 조미아 사람들을 형용하는데 적절치 않다고 미쇼는 말한다. ‘group’이 함의하는 ‘공동체’와 ‘사회적 응집성’도 모든 집단이 반드시 이러한 속성을 가지고 있지는 않다는 점에서, 마찬가지로 부적절하다고 미쇼는 말한다.。
2010년 『저널 오브 글로벌 히스토리(the Journal of Global History)』지는 ‘조미아와 월경(Zomia and Beyond)’이라는 제목으로 한 특집을 실었다. 이 특집에서는 몇 명의 동남아시아사 연구자가 스콧의 ‘조미아론(論)’에 대한 응답으로서 각각 의견을 제출하였다. 예를 들어, 동남아시아사학자 빅터 리버만(Victor B. Lieberman)은 고지대에 살고 있는 사람들이 그들과 대치할 수 밖에 없는 정치환경이나 자연환경에 응하여 자신들의 사회적 세계를 만들어 가고 있다는 논의에는 동의하였다. 리버만은 스콧의 저서가 미얀마어의 문헌을 통한 뒷받침이 결여된 점 등을 이유로 매우 취약한 이론이라고 주장하였다. 이것이 스콧의 이론에 약간의 논점을 불안정하게 할 뿐 아니라, 이로부터 스콧이 전개해 나가는 다른 조미아론 역시 의심스럽게 한다고 리버만은 말하였다.
더욱이 스콧의 조미아론은 군사적으로 승부를 결정짓는 요인으로 군대의 인원수를 지나치게 중요시한다고 리버만은 지적하였다. 스콧의 논의가 실제로는 저지대 국가들이 고지대를 지배하려는 여러 노력들에 의거하고 있다는 것에 대하여, 마찬가지로 리버만은 저지대 국가의 성립에 기여하는 요인으로서 해양 상업 활동의 중요성을 지적해 보였다.
또한 리버만은 스콧의 분석에 포함되지 않은 사례도 고려해야 한다고 주장한다. 스콧의 이론은 문화라는 것이 수반하는 정치적, 사회적 환경에 응한 방위 메커니즘으로서 형성된다는 생각에 응결되어 있지만, 리버만은 보르네오(Borneo)/칼리만탄(Kalimantan)섬의 고지대민족이 마치 조미아의 민족과 같은 문화적 특징을 가지고 있는 것처럼 보이는 것을 논의하고 있다. 같은 섬의 고지대에 거주하는 민족들은 무수한 언어로 분기되어, 모두 개벌화전형(皆伐火田型) 경작을 하는 등, 스콧의 이론에서 조미아 민족의 특징을 가지고 있지만, 저지대 약탈적 국가가 전혀 존재하지 않는 가운데 발전한 것이다.
2012년에는 톰 브라스(Tom Brass)이 스콧의 이론에 의문을 제기하였다. 바르스는 동남아시아 고지대를 ‘국가가 거절한’ 사람들이 자유의지로 이주해 온 ‘피난장소’로 하는 공식화가 정확하지 않다고 주장한다. 스콧의 이론은 ‘새로운 방식’의 대중영합형 포스트모더니즘(post-modernism)의 주장과 완전 일치하는 이상화이며, (현지답사를 수행한) 민족지학적 증거에 의한 뒷받침이 없는 설이라고 브라스는 말한다. 민족지학적 증거에 의하면, 고지대에 살고있는 사람들은 이주를 선택한 것도, 저지대 국가의 지배를 받지 않았던 것도 아니다. 이들은 협곡의 토지로부터 쫓겨났기 때문에 고지대로 이주하였다. 결론적으로, 실제 고지대민족은 스콧의 조미아론에서 말한 대로 고지대로 이주하여 세력을 이루거나 안전을 찾으려 한 것이 아니다.
영국 캠브리지(Cambridge) 트리니티칼리지(Trinity College) 경제학과 에드워드 스트링햄(Edward Peter Stringham)과 케일렙 J. 마일즈(Caleb J. Miles)는 동남아시아에 보이는 복수의 사회로부터 얻어지는 역사학적 문화인류학적 증거를 분석, 동남아시아 사회가 수천 년간 국가를 계속 피해왔다고 결론을 지었다. 스트링햄은 국가가 되는 것을 회피하거나 반대하거나 방해한 정치적 주체에 대하여 더욱 분석, 조미아와 같은 국가 부재 사회가 지리적 이점, 특별한 생산양식, 국가에 대한 문화적 저항을 보여주는 방식으로 교묘하게 국가를 거부해 왔다고 결론내렸다.
이외에도, 스콧의 조미아론은 ‘국가의 부재’가 관건임에도, 스콧의 저작에서는 전왕국(滇王國), 남조국(南詔國), 대리국(大理國), 아홈왕국(Ahom Kingdom) 등의 봉건 왕국들, 혹은 이족(彝族)의 봉건적 조직, 십송빤나(Sipsongpanna)라는 국가가 조미아를 중심으로 탄생한 사실에 대한 언급이 없는 것을 역사학자들이 지적하였다.:440-441

## 팝 컬처에서의 용례
싱가포르를 중심으로 활동하는 아트록(art rock) 밴드, 디 옵서버토리(The Observatory)는 2014년에 발표한 신곡 'Oscilla'에서 조미아를 언급하였다. 보컬 겸 기타리스트 레슬리 로(Leslie Low)는 앨범에서 '태어난 곳으로부터 빠져나가 기존 패러다임, 선택지에 의문을 던지고 그것을 조감하는([l]iving off the grid in some way or another, (offering) criticism of existing paradigms, alternatives, the view from the ground up)' 모험이라고 말하였다. TV 프로그램 '단기집중으로 배우는 세계사, 문명 재고(Crash Course World History, Rethinking Civilization)' 에피소드201은 조미아를 중심으로 제기하여 문명사회로부터 스스로 도피한 사람들이 사는 지역의 한 예시로서 소개되었다.

## 참고 문헌
- ジェイムズ・C・スコット『ゾミア――脱国家の世界史』、佐藤仁監訳、みすず書房、2013年

## 같이 보기
- 경제인류학
- 동남아시아 산괴
- 만다라(Mandara) 국가론
- 몬톤(monthon)
- 무정부주의
- 아질(asyl)이론
- 원시문화
- 항시국가론(港市國家論)